# Sydney Hoare
Sydney Reginald Hoare –conocido como Syd Hoare– (18 de julio de 1939-12 de septiembre de 2017) fue un deportista británico que compitió en judo. Ganó una medalla de plata en el Campeonato Europeo de Judo de 1965 en la categoría abierta.

## Palmarés internacional
| Campeonato Europeo | Campeonato Europeo | Campeonato Europeo | Campeonato Europeo |
| Año                | Lugar              | Medalla            | Categoría          |
| ------------------ | ------------------ | ------------------ | ------------------ |
| 1965               | Madrid (España)    | Medalla de plata   | Abierta            |